# Kombinat Baustoffversorgung
1. WEITERLEITUNG Kombinat Baustoffversorgung Berlin